# Cuviera
Cuviera là một chi thực vật có hoa trong họ Thiến thảo (Rubiaceae).

## Loài
Chi Cuviera gồm các loài: